# América Valenzuela
América Jimena Valenzuela (Madrid, España, 1977) es una periodista y divulgadora científica española y licenciada en Ciencias Químicas.

## Biografía
Es periodista científica.
Formó parte de La noche en 24 horas del Canal 24 horas comentando asuntos de actualidad científica. Hizo de reportera en Aquí la Tierra, sobre naturaleza, en La 1. Escribió reportajes y el blog Cóctel de Ciencias para la revista Quo, de divulgación científica y entretenimiento.  En 2016 escribe en el suplemento Papel del periódico El Mundo y columnas de opinión en Infolibre. 
De 2004 a 2015 estuvo al frente del programa de Radio 5 de RNE Ciencia al Cubo. Colaboró en el late night de humor y ciencia Órbita Laika de La 2 y en el programa Cámara Abierta 2.0. Ha colaborado con Las Mañanas de RNE, escrito sobre ciencia y salud en el periódico El Correo y en el desaparecido suplemento Eureka del periódico El Mundo, entre otros. Hasta 2017 escribió en el periódico El Independiente. 
y fue vocal de la Asociación Española de Comunicación Científica. Ese año participó en los programas de televisión Dame Veneno, en Cero, de Movistar plus, y All you need is love... o no (Telecinco) con Risto Mejide. 
Entre 2018 y 2020 divulgó ciencia en Onda Cero, en el programa Por fin no es lunes, presentado por Jaime Cantizano.
Sobre su actividad literaria, en el año 2010 publicó el libro Ciencia al cubo con la editorial Temas de Hoy del Grupo Planeta. Recoge algunos de los capítulos del espacio de Radio 5 de RNE emitidos desde su creación. En 2024 publica el libro 'La vida secreta de tu alcachofa de ducha', con la editorial Geoplaneta del mismo grupo editorial, sobre la ciencia y tecnología que construye un hogar.
Actualmente vive en México.

## Premios
- Premio FECYT de Comunicación Científica.[8]
- Premio ASEBIO/GENOMA ESPAÑA de Comunicación y Divulgación de la Biotecnología. Premio de periodismo Concha García Campoy de la Academia de las Ciencias y las Artes de Televisión de España.[9]

## Obras
- Valenzuela, América (2010) Ciencia al Cubo. Temas de Hoy. Tanto por saber. 320 págs. ISBN 978-84-8460-858-5